# Рентгенівський апарат

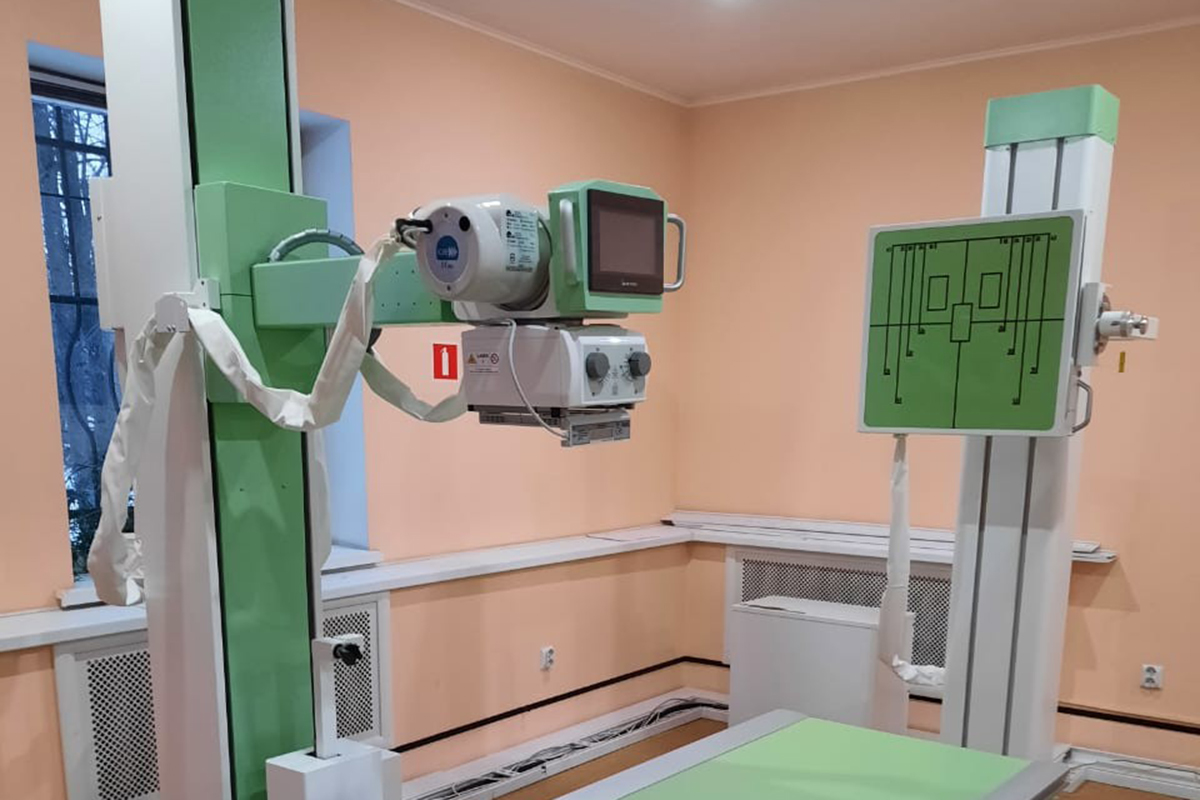
Стаціонарний рентгенівський діагностичний апарат

Рентгенівський апарат (скор. рентгенапарат) — пристрій для отримання рентгенівського випромінювання та використання його в медицині та ветеринарії з метою діагностики та терапії, а також для рентгенструктурного та рентгенспектрального аналізів, а також в промисловості для рентгенодефектоскопії та опромінення різноманітних об'єктів з технологічною метою.

## Історія створення

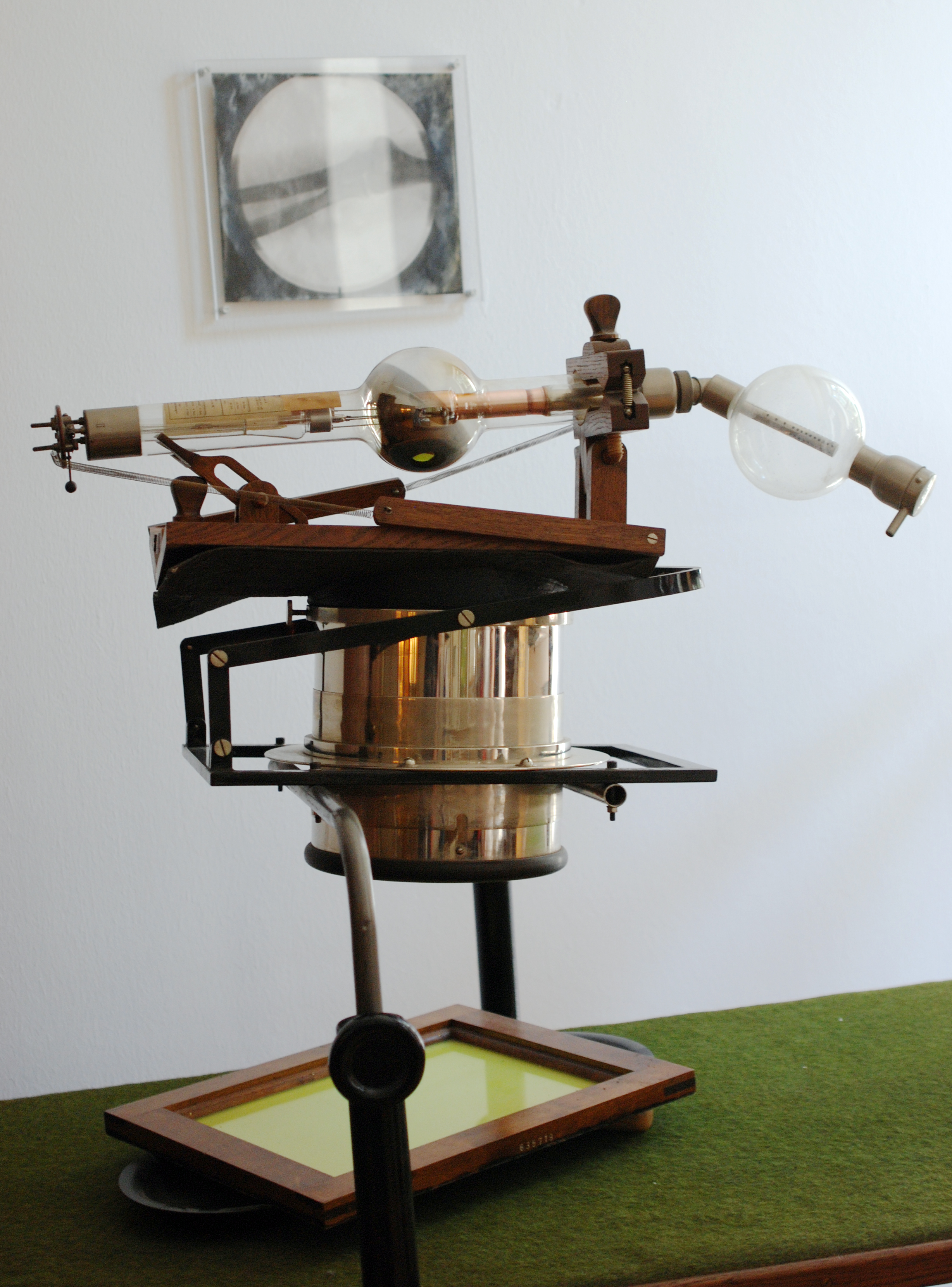
Рентгенівський апарат, який використовувався у 1920-х роках з музея Вільгельма Рентгена у Вюрцбурзі

Відкриття рентгенівського випромінювання відбулося в результаті експериментів із трубками Крукса, ранньою експериментальною електричною розрядною трубкою, винайденою англійським фізиком Вільямом Круксом приблизно в 1869–1875 роках. У 1895 році Вільгельм Рентген відкрив рентгенівське випромінювання, яке випромінювалося з трубок Крукса, і численні способи використання рентгенівських променів стали очевидними. Однією з перших рентгенівських фотографій була зроблена рука дружини Рентгена. На зображенні були як її обручка, так і кістки. 18 січня 1896 року Генрі Луїс Сміт офіційно представив рентгенівський апарат. Повністю функціональний агрегат був представлений публіці на Всесвітній виставці 1904 року Кларенсом Деллі.
Технологія розвивалася швидко: у 1909 році Моніко Санчес Морено виготовив перший портативний медичний пристрій, а під час першої світової війни Марія Кюрі очолила розробку рентгенівських апаратів, встановлених у «радіологічних автомобілях», щоб забезпечити мобільні рентгенівські послуги для військових у польових госпіталях.
У 1940—1950-х роках рентгенівські апарати використовувалися в магазинах, щоб допомогти продавати взуття. Вони були відомі як флюороскопи для вибору взуття. Однак, оскільки шкідливий вплив рентгенівського випромінювання, було доведено, вони остаточно вийшли з ужитку. Використання пристрою для примірки взуття було вперше заборонено штатом Пенсільванія у 1957 році. (Вони були скоріше хитрим маркетинговим інструментом для залучення клієнтів, а не допоміжним засобом). 

## Будова
Рентгенівський апарат зазвичай має:
- один або декілька рентгенівських випромінювачів[1] (рентгенівських трубок або радіоізотопів)[3];
- блок живлення, який живить електричною енергією рентгенівський випромінювач (рентгенівська трубка) та регулює його радіаційні параметри;[1]
- пристрій для перетворення рентгенівського випромінювання, яке проходить через об'єкт, що досліджується, у зображення, яке можна спостерігати, аналізувати або фіксувати (екран, рентгенівська касета з рентгенографічною плівкою, підсилювач рентгенівського зображення, телевізійний відеоконтролюючий пристрій, відеомагнітофон, фотокамера, відеокамера та ін.);[1]
- штативи, для орієнтації та переміщення випромінювача, об'єкту дослідження та приймача випромінення;[1]
- системи захисту та керування рентгенівським апаратом.[1]

Для формування потоку випромінення використовують діафрагми, тубуси, фільтри, відсікаючі растри, формуючі випромінення в просторі коліматори, автоматичні рентгеноекспонометри та стабілізатори яскравості, формуючі випромінення по часу.

## Медичні рентгенапарати

### Класифікація рентгенівських діагностичних апаратів

#### Загального призначення
- Стаціонарні (універсальні, рентгенографічні, рентгеноскопічні);[4]
- Пересувні;[4]
- Переносні;[4]
- Розбірні (перевозні).[4]

#### Спеціалізовані за методом дослідження
- Флюорографічні;[4]
- Томографічні;[4]
- Ангіографічні.[4]

#### Спеціалізовані за ділянкою дослідження
- Черепні;[4]
- Дентальні;[4]
- Мамографічні;[4]
- Урологічні;[4]
- Педіатричні.[4]

#### Штативи рентгенапаратів
В залежності від призначення рентгенапарату, штативи поділяються на:
- Однокомпонентні штативи. Слугують лише для розміщення рентгенівського випромінювача. Зазвичай це палатні рентгенівські апарати;[5]
- Двокомпонентні штативи. Мають пристрої для розміщення випромінювача, пацієнта та приймача зображення. Це зазвичай столи-штативи стаціонарних рентгенівських апаратів;[5]
- Багатокомпонентні (трьохкомпонентні) штативи. Складаються з багатофункціонального стола-штатива (для рентгеноскопії), горизонтального стола-штатива для рентгенографії, вертикальної стійки.[5]

#### За типом приймача рентгенівського випромінення
За типом приймача рентгенівського випромінення, апарати поділяються на:
- Аналогові рентгенапарати;[6]
- Цифрові рентгенапарати.[6]

Технічною еволюцією рентгенапаратів, став апарат комп'ютерної томографії, який також використовує рентгенівські трубки.

### Рентгенотерапевтичні апарати
Рентгенотерапевтичні апарати або комплекси пристроїв призначені для лікування низки захворювань гальмівним рентгенівським випромінюванням.
За призначенням вони поділяються на: 
- апарати для поверхневої терапії (макс. напруга генерування 10-60 кВ);[1]
- для внутрішньопорожнинної терапії (макс. напруга 60-100 кВ);[1]
- для глибокої терапії (макс. напруга 100-300 кВ).[1]

За способом руху випромінювача в процесі опромінення розрізняють апарати для статичного та рухомого (ротаційного, конвергентного та маятникового) опромінення.
Розрізняють також рентгенотерапевтичні апарати для контактної, близькодистанційної (близькофокусної) та дальньодистанційної променевої терапії.
Принцип роботи рентгенотерапевтичного апарату аналогічний викладеному вище, з тією різницею, що його блок-схемі відсутні приймачі рентгенівського випромінювання, оскільки об'єктом впливу при рентгенотерапії є пацієнт. Для автоматичного обмеження дози опромінення в межах рівня використовується реле дози. У рентгенотерапевтичних апаратах застосовуються рентгенівські трубки з нерухомим анодом та системи примусового їх охолодження проточною трансформаторною олією. Іноді використовуються схеми множення напруги: подвоєння, потроєння і т.д.

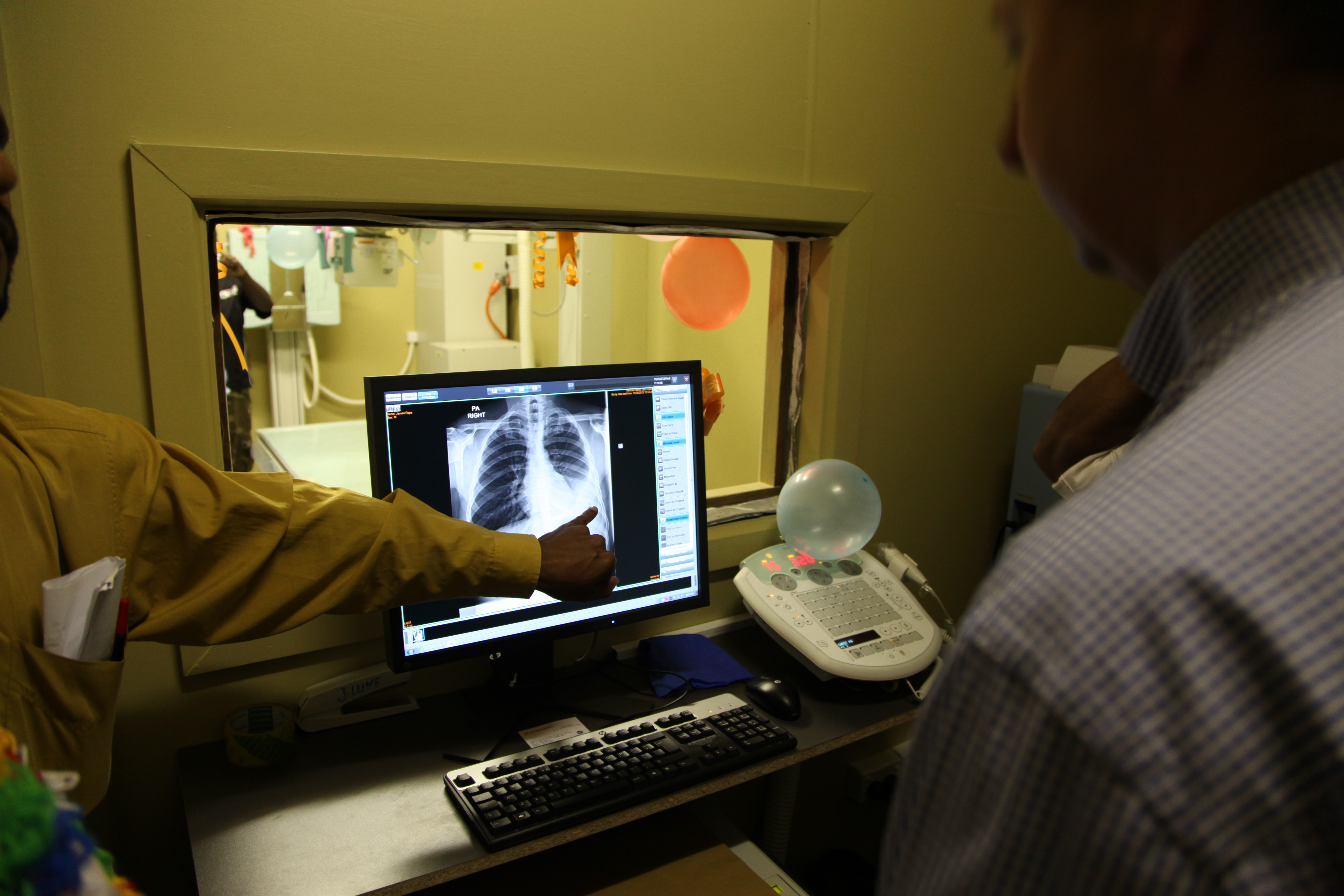
Пульт керування цифрового стаціонарного рентгенапарату, який винесений в окрему захищену від рентгенівського випромінення кімнату, де зазвичай працюють рентген-лаборанти та лікарі-рентгенологи
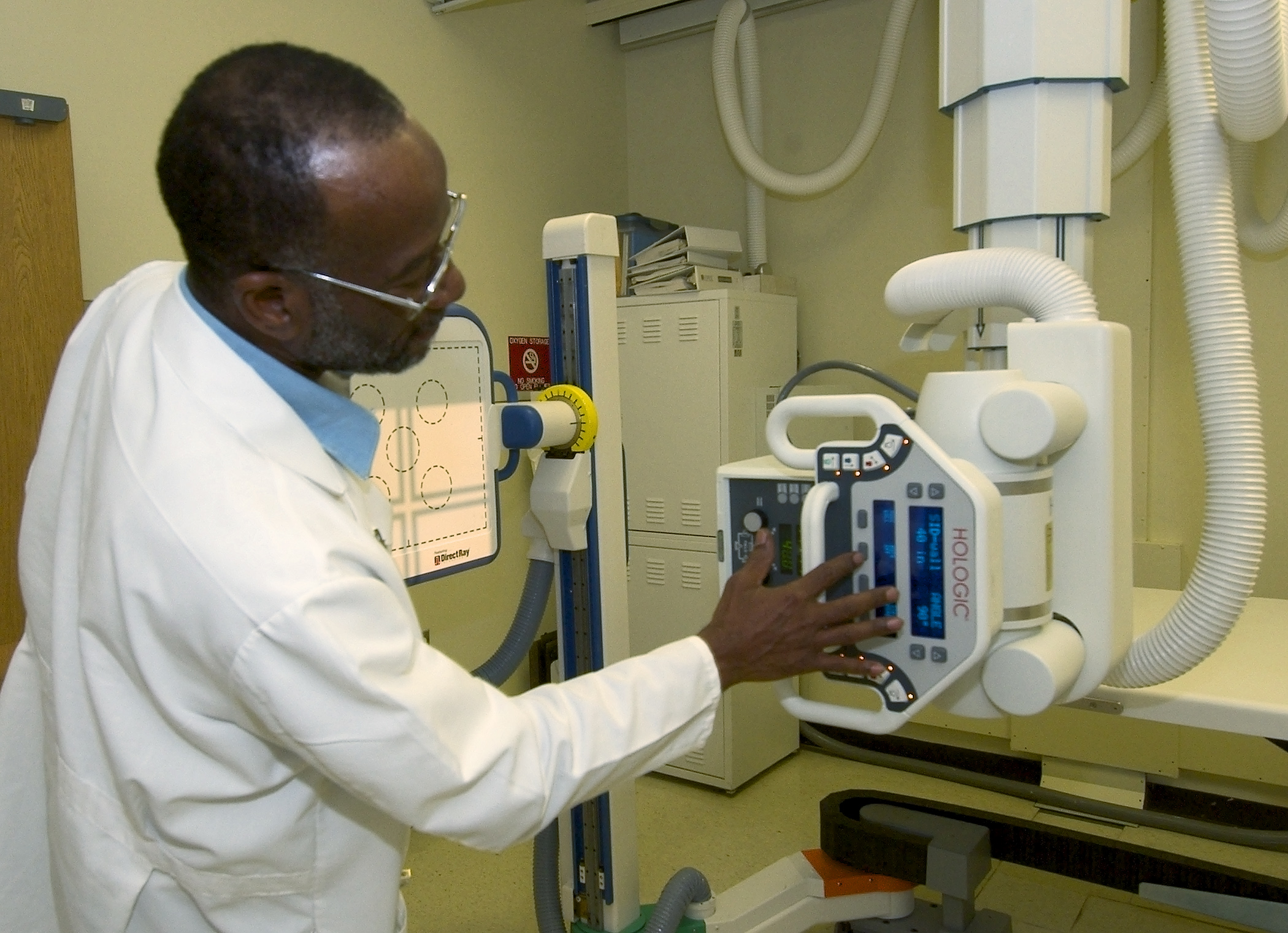
Пульт керування налаштувань рентгенівського апарату безпосередньо на блоці рентгенівської трубки
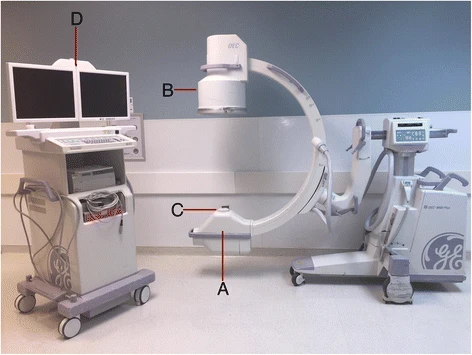
Пересувний рентгенапарат типу C-arm (С-дуга), використовується зазвичай в операційних залах та може мати режим безперервної флюороскопії
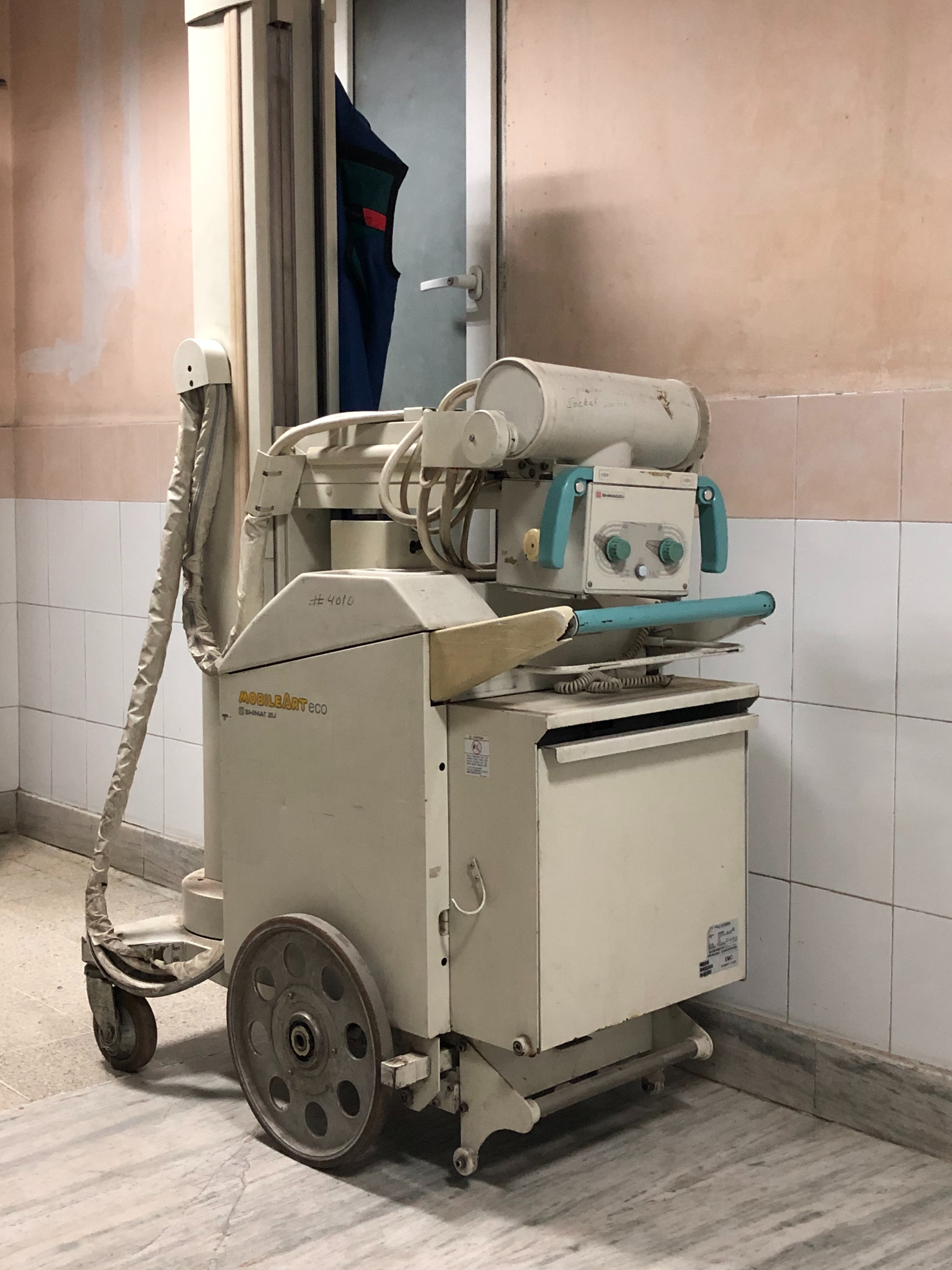
Пересувний рентгенапарат

## Технічні рентгенапарати

### Безпека
Рентгенівські апарати використовуються для неінвазивного скринінгу об’єктів. Багаж в аеропортах, на митницях, а також багаж учнів у деяких школах перевіряють на предмет можливої зброї, включно з бомбами.

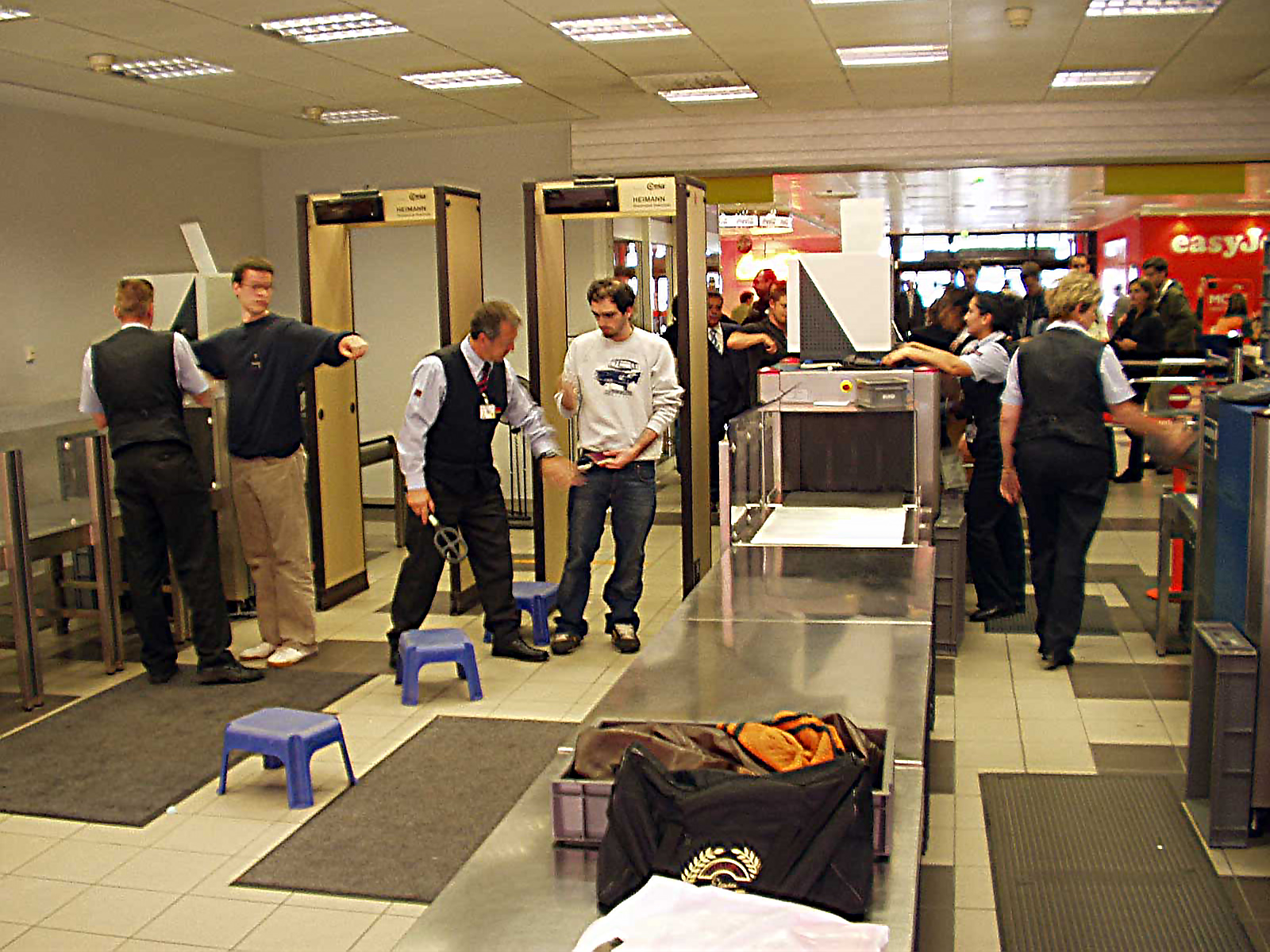
Рентгенівський сканер багажу в аеропорті
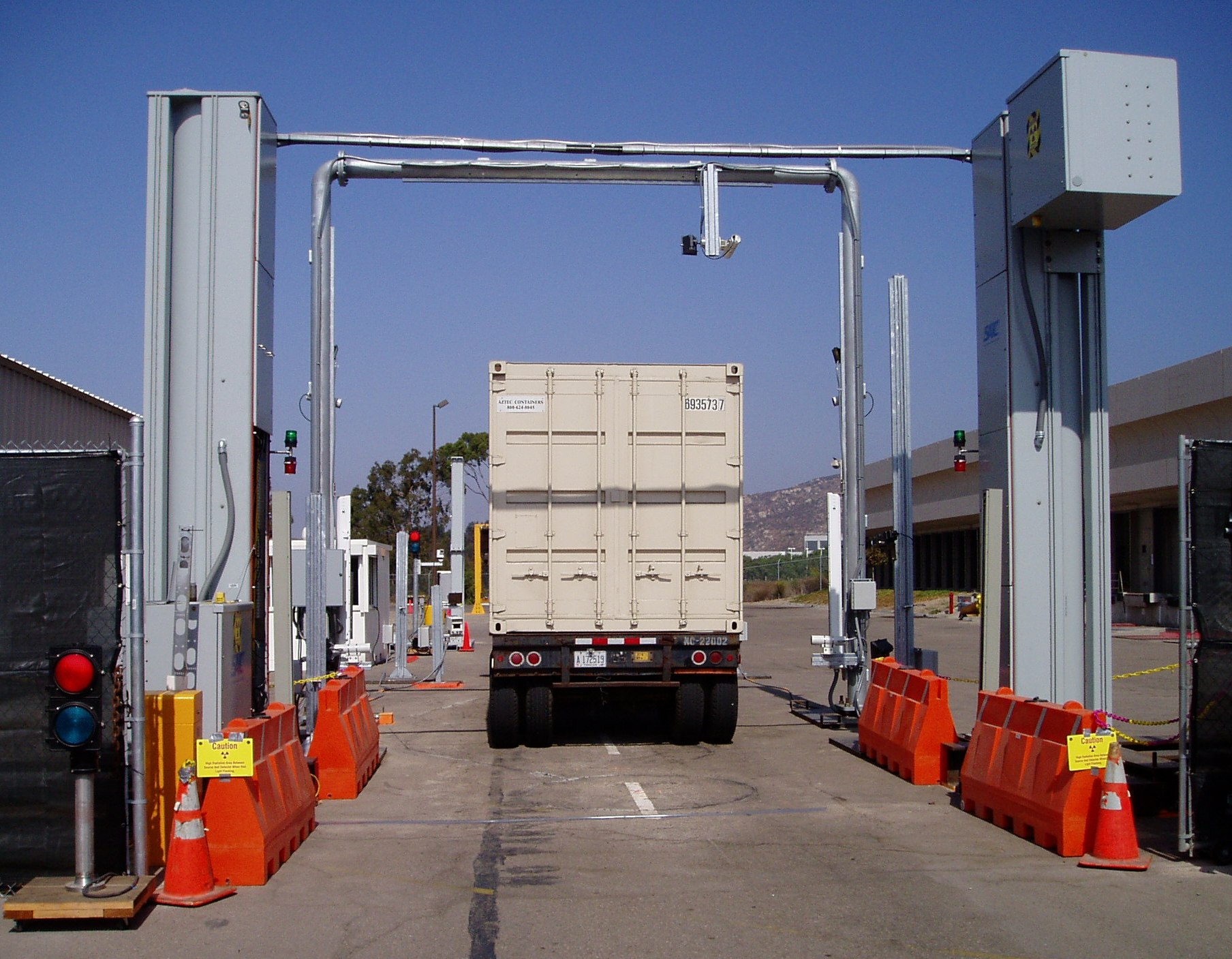
Рентгенівський сканер вантажівок на митниці